# Shake It
"Shake It" é uma canção da banda de pop rock Metro Station, lançado como terceiro single do álbum debut homônimo. Ela é a primeira canção da banda a figurar nas paradas de sucesso, atingindo a 10ª posição no Billboard Hot 100 e a 4ª posição no Canadian Hot 100. O single recebeu a certificação Ouro pela RIAA em 13 de junho de 2008 e platina posteriormente, até finalmente atingir o status de 2x platina no fim de janeiro de 2009, fazendo dele um dos 115 singles mais vendidos na história dos Estados Unidos.

## Faixas
CD single no Reino Unido
1. "Shake It" (mix de rádio) - 3:04
2. "Shake It (Lenny B Remix - versão expandida)" - 7:15
3. "Comin' Around" - 2:40

Remix digital nos EUA
1. "Shake It" [The Lindbergh Palace Remix] - 6:25
2. "Shake It" [Lenny B Remix] - 3:22

## Desempenho nas paradas
| Parada (2008-2009)              | Melhor posição |
| ------------------------------- | -------------- |
| Australian ARIA Singles Chart   | 2              |
| Ö3 Austria Top 40               | 9              |
| Ultratop 50                     | 17             |
| Canadian Hot 100                | 4              |
| Dutch Singles Chart             | 22             |
| Media Control Charts            | 9              |
| Irish Singles Chart             | 4              |
| Japan Hot 100 Singles           | 11             |
| Mexico Hot 100                  | 51             |
| New Zealand RIANZ Singles Chart | 9              |
| Portuguese Singles Chart        | 45             |
| Slovak Airplay Chart            | 15             |
| Sverigetopplistan               | 55             |
| Swiss Charts                    | 33             |
| UK Singles Chart                | 6              |
| U.S. Billboard Hot 100          | 10             |
| U.S. Billboard Pop 100          | 7              |

## Histórico de lançamento
| Região                           | Data                   | Selo     |
| -------------------------------- | ---------------------- | -------- |
| Reino Unido (download digital)   | 17 de setembro de 2007 | Sony BMG |
| Irlanda (download digital)       | 18 de setembro de 2007 | Sony     |
| Mundo (físico)                   | 7 de março de 2008     | Sony BMG |
| Reino Unido (físico)             | 23 de março de 2008    | Sony BMG |
| Canadá (download digital)        | 22 de abril de 2008    | Sony BMG |
| Nova Zelândia (download digital) | 30 de junho de 2008    | Sony BMG |
| América do Norte (físico)        | 5 de agosto de 2008    | Sony BMG |
| Austrália (download digital)     | 9 de agosto de 2008    | Sony BMG |